# Нікос Гумас (стадіон)
«Нікос Гумас» (грец. Στάδιο Νίκος Γκούμας) — багатоцільовий стадіон у Неа-Філадельфії, північно-західному передмісті Афін, Греція. Він використовувався в основному для футбольних матчів і був домашнім стадіоном для клубу АЕК з моменту відкриття у 1930 році і аж до зруйнування у 2003 році.

## Історія
Перший президент клубу АЕК, Константінос Спанудіс, в 1926 році отримав ділянку землі в Неа-Філадельфії, дн команда почала проводити свої тренування.
Стадіон був закінчений у 1929 році і був офіційно відкритий у 1930 році на церемонії за участю прем'єр-міністра Греції Елефтеріоса Венізелоса. Перша домашня гра пройшла у листопаді 1930 року, це був виставковий матч проти «Олімпіакоса», який завершився нічиєю 2:2. Стадіон мав підковоподібну форму (з трибунами у трьох з чотирьох сторін) і його місткість була 24,729.
У 1979 році президент Лукас Барлос розпочав роботи з будівництва двоярусної південної трибуни, що зробило його найбільшим стадіоном в Афінах у той час із місткістю понад 35 000 глядачів. Ця трибуна, і, зокрема, її нижній ярус, відомий як «Скепасті», і став новим домом ультрас АЕК.
У 1998 році АЕК вирішив встановити індивідуальні сидіння, тим самим зменшуючи місткість стадіону з 35 000 до 24 000 глядачів (не включаючи пресу і VIP-трибуни).
Янніс Гранітсас, тодішній президент АЕКа, ухвалив рішення про знесення стадіону в червні 2003 року. Він заявив, що стадіон занадто старий і він серйозно постраждав від землетрусу 1999 року. Остання гра на арені відбулася між командами АЕК і «Аріс» (4:0).
Початковим планом клубу було будівництво сучасної арени на тому ж місці, в комплекті з підземним паркінгом та підземним баскетбольним майданчиком. Цей амбіційний план був зупинений після різних заперечень з боку місцевих жителів.
В результаті новий президент клубу Деміс Ніколаїдіс почав переговори, щоб побудувати новий футбольний стадіон далі на північ, на Південному підніжжі гори Парніта. Тим не менш, це викликало чимало суперечок з ультрас клубу, які виступали проти цього плану.
В підсумку 2 жовтня 2013 року наступний президент клубу Дімітріс Меліссанідіс представив плани нового стадіону, що таки буде побудований на місці «Нікоса Гумаса». Він отримав назву «Ая-Софія», на честь храму Святої Софії в Константинополі, з якого виходять коріння клубу АЕК

## Назва
Арена була названа «Стадіон АЕК» (грец. Γήπεδο ΑΕΚ), але також була відома як «Стадіон Неа-Філадельфія» (грец. Στάδιο Νέας Φιλαδέλφειας).
На початку 90-х він був офіційно названий «Нікос Гумас», на честь колишнього президента клубу Нікоса Гумаса, хто вніс свій внесок у будівництво і модернізацію арени.

## Статистика
| Команда   | Турнір            | Ігор  | Перемог | Нічиїх | Поразок |
| --------- | ----------------- | ----- | ------- | ------ | ------- |
| АЕК Афіни | Чемпіонат Греції  | 715   | 570     | 93     | 52      |
| АЕК Афіни | Кубок Греції      | 165   | 137     | 17     | 11      |
| АЕК Афіни | Чемпіонат Афін    | 162   | 105     | 29     | 28      |
| АЕК Афіни | Балканський кубок | 12    | 8       | 2      | 2       |
| АЕК Афіни | УЄФА              | 64    | 36      | 17     | 11      |
| АЕК Афіни | Загалом           | 1,118 | 856     | 158    | 104     |

## Концерти
Рорі Галлахер виступав на стадіоні в 1981 році. Iron Maiden і Браян Адамс також виступали на стадіоні в 1988 році, а група The Cure в 1989 році.
У 1990 році Тіна Тернер дала концерт на стадіоні. У 1992 році виступала група Simply Red, а в 1993 році на арені виступали Елтон Джон і Стінг.